# Le Royaume interdit (roman)
 (décembre 2021).
Si vous disposez d'ouvrages ou d'articles de référence ou si vous connaissez des sites web de qualité traitant du thème abordé ici, merci de compléter l'article en donnant les références utiles à sa vérifiabilité et en les liant à la section « Notes et références ».
Pour les articles homonymes, voir Le Royaume interdit (film).
Le Royaume interdit (titre original en anglais : Sacred Country) est un roman britannique de Rose Tremain publié originellement en 1992.
La traduction française paraît en 1er septembre 1994 aux éditions de Fallois. Il reçoit le prix Femina étranger la même année.

## Éditions
- Éditions de Fallois, 1994  (ISBN 978-2877062190).
- Le Livre de poche no 13923, 1996  (ISBN 978-2253139232).